# كورتيس غوثري
كورتيس غوثري (بالإنجليزية: Kurtis Guthrie)‏ هو لاعب كرة قدم بريطاني، ولد في 21 أبريل 1993 في جيرزي. شارك مع منتخب إنجلترا لكرة القدم C ‏. أما مع النوادي، فقد لعب مع فوريست غرين ونادي أكرينغتون ستانلي ونادي ساوثبورت.

## وصلات خارجية
- كورتيس غوثري على موقع قاعدة بيانات كرة القدم.إي يو (الإنجليزية)
- كورتيس غوثري على موقع Soccerbase.com (لاعب) (الإنجليزية)
- كورتيس غوثري على موقع Soccerway.com (الإنجليزية)
- كورتيس غوثري على موقع GSA (الإنجليزية)